# 羅傑維爾 (喬治亞州)
羅傑維爾（英語：Rogerville）是位於美國喬治亞州米切爾縣的一個非建制地區。

## 地理
羅傑維爾的座標為31°09′38″N 84°06′41″W / 31.16056°N 84.11139°W，而該地的平均海拔高度為105米（即344英尺）。